# إيثيون
إيثيونEthion (C9H22O4P2S4)
هو مبيد حشري من الفوسفات العضوي. من المعروف أن الإيثيون يؤثر على إنزيم عصبي يسمى إستيراز الأسيتيل كولين ويمنعه من العمل.
1. ↑  مذكور في: نظام فهرسة المواضيع الطبية. مُعرِّف نظام فهرسة المواضيع الطبية (MeSH): C100038. الوصول: 15 مارس 2018. لغة العمل أو لغة الاسم: الإنجليزية. المُؤَلِّف: المكتبة الوطنية لعلم الطب.
2. 1 2 3  مذكور في: قاعدة البيانات الكيمياء العامة. مُعرِّف مُركَّب في قاعدة البيانات الكيمياء العامة (PubChem CID): 3286. لغة العمل أو لغة الاسم: الإنجليزية. العنوان: ethion. الوصول: 6 أكتوبر 2016.
3. 1 2 3 4 5 6 7 8  وصلة مرجع: http://www.cdc.gov/niosh/npg/npgd0257.html.